# 广巴铁路
广巴铁路是中国四川省广元市至巴中市的铁路，为广达铁路的西段，由既有线路广乐铁路和新建线路乐巴铁路组成，全长157公里，于2009年12月31日全线贯通，2012年3月23日正式开行旅客列车，结束了巴中市不通火车的历史 。

## 线路组成
西段广乐铁路：由广旺铁路（广元至普济段）、普乐铁路（普济至乐坝段）组成。
其中广旺铁路，原称广罗支线，从宝成铁路广元南站接轨，跨嘉陵江后经广元市区、元坝、至旺苍县，终至普济站。为国有铁路，原设计时速为60公里/小时。全长83公里。隶属成都铁路局广元车务段。
普乐铁路为四川省地方铁路，设计时速仅为30公里/小时。全长24公里。属四川省地方铁路局普乐分公司管辖，2008年有员工220人。牵引动力为4台太行机车，单机牵引约1000吨。设有三江坝、坑坑店、乐坝3个站，年发送货物50万吨，到达货物30万吨。
2011年7月19日普乐铁路改建开工，改建铁路全长22公里，投资5200万，主要更换铁路钢轨和枕木，全面整治护坡、挡墙、桥梁、隧道等。2012年2月初，广元车务段接管普乐地方铁路。
东段乐巴铁路：位于四川省巴中市境内。起自广乐铁路的南江县乐坝镇，至巴州区巴州镇接巴达铁路，铁路全长51.197公里，设计技术等级为地铁I级，预留国铁Ⅱ级基础，正线数目为单线。桥梁58座，隧道17座，涵洞123个，其中桥隧相连就有12处，路基只占到总路线长度的六分之一，最大限制坡度1.2%。设计时速100千米。全线设乐坝、沙河、下两、元潭、巴中5个车站，其中改建乐坝站和新建下两、巴中站为中间站，沙河、元潭站为预留会车站。2009年12月30日铺通，标志着广巴铁路的全线贯通 。

## 线路改造
广元至普济段原设计时速为60公里/小时；普济至乐坝段设计时速仅为30公里/小时，乐坝至巴中段设计时速100公里/小时。而巴达铁路全线设计为电气化铁路，时速为160公里/小时。广巴铁路全线将改造为电气化铁路，设计时速均为120公里/小时，与巴达铁路的修建同步实施。但普济至乐坝段由于曲线半径等原因，提速改造困难，目前仅提速至45公里/小时，还未确定进一步改造方案。
2016年1月10日巴达铁路通车后，原成都至巴中的旅客列车改由遂成线、达成线、巴达线运行，广巴铁路客运暂时停运，恢复时间未知。2020年，广巴铁路扩能改造项目已按客货共线时速160公里、先行建设单线预留双线的标准完成预可行性研究，计划于十四五时期开工。